# Tre Tucker
Tre'Monie Tucker (Akron, Ohio; 8 de marzo de 2001) más conocido como Tre Tucker, es un jugador profesional estadounidense de fútbol americano, se desempeña en la posición de wide receiver en Las Vegas Raiders, en la National Football League (NFL).

## Carrera
Hizo su debut profesional con el equipo Las Vegas Raiders, lleva jugando una temporada, comenzó en el 2023.